# Ned Hastings
Edward Hastings, detto Ned (Atlanta, 26 agosto 1966), è un editore, produttore televisivo e doppiatore statunitense.
È noto soprattutto per aver editato, prodotto e doppiato varie serie di Adult Swim, in particolare Aqua Teen Hunger Force.

## Biografia
Ned Hastings nacque il 26 agosto 1966 ad Atlanta, in Georgia. Nel 1984 si trasferì ad Athens e si laureò nello stesso anno alla North Springs High School di Sandy Springs. Iniziò a frequentare l'Università della Georgia e si laureò in giornalismo nel 1989.

## Carriera
Tra il 1992 e il 1997, Hastings lavorò come sceneggiatore e produttore per la Turner Home Entertainment. Verso fine anni '90 produsse, sceneggiò e editò documentari, video, episodi di serie televisive e bumper per Cartoon Network, TNT (America Latina), Warner Home Video, Discovery Health Network, GPTV, The Home Depot, The Travel Channel, The Weather Channel, Connecting With Kids, 11th Street Post e Berkeley Park Post.
Nel 1999, Hastings lavorò come editore della serie animata Space Ghost Coast to Coast. Il primo episodio a cui ha lavorato è stato My Dinner with Steven, con protagonista il comico Steven Wright, tuttavia l'episodio non è mai stato completato. Successivamente ha editato l'episodio Fire Ant, con Conan O'Brien come ospite speciale.
Ha curato il dialogo e l'audio della prima versione di Rabbot, l'episodio pilota originale di Aqua Teen Hunger Force. Dopo l'arrivo di un'intera stagione, Hastings tornò ai Williams Street Studios per editare altri episodi di Space Ghost Coast to Coast. Il suo primo lavoro di editore audio è stato in Aqua Teen Hunger Force nell'episodio Mayhem of the Mooninites. È diventato produttore a partire dall'episodio Ol' Drippy, unendosi al cast già composto dal collega Jay Wade Edwards e dai creatori della serie Dave Willis e Matt Maiellaro.
Ha curato il dialogo delle serie animate Sealab 2021 e Frisky Dingo, prodotte dalla 70/30 Productions, e ha lavorato come editore nei primi sei episodi della prima stagione di Squidbillies.
Come veste di doppiatore è apparso più volte in Aqua Teen Hunger Force e ha fatto piccoli camei vocali in Sealab 2021, Squidbillies, The Brak Show, Frisky Dingo e Perfect Hair Forever.

## Filmografia

### Attore

#### Cinema
- Stomp! Shout! Scream!, regia di Jay Wade Edwards (2005)
- Monster Beach Party, regia di Jay Wade Edwards (2009)

#### Televisione
- Il corpo di Marianna - Storie d'amore nella Rivoluzione Francese - serie TV, 1 episodio (1989)

### Editore
- Space Ghost Coast to Coast - serie animata, 2 episodi (1999-2001)
- Aqua Teen Hunger Force - serie animata, 59 episodi (2002-2015)
- Squidbillies - serie animata, 30 episodi (2005-2017)
- Aqua Teen Hunger Force Colon Movie Film for Theaters, regia di Matt Maiellaro e Dave Willis (2007)
- Major Lazer - film TV, regia di Casper Kelly, Chris Prynoski e Dave Willis (2011)
- Your Pretty Face Is Going to Hell - serie televisiva, 2 episodi (2013-2015)
- AquaDonk Side Pieces – serie animata, 2 episodi (2022)

### Produttore televisivo
- Spacecataz - serie animata (2004)
- Squidbillies - serie animata, 3 episodi (2006)
- Aqua Teen Hunger Force - serie animata, 38 episodi (2003-2015)
- AquaDonk Side Pieces – serie animata, 2 episodi (2022)
- Aqua Teen Forever: Plantasm, regia di Matt Maiellaro e Dave Willis (2022)

### Doppiatore

#### Televisione
- Aqua Teen Hunger Force - serie animata, 8 episodi (2003-2013)
- The Brak Show - serie animata, 1 episodio (2003)
- Perfect Hair Forever - serie animata, 1 episodio (2005)
- Squidbillies - serie animata, 7 episodi (2006-2017)
- Frisky Dingo - serie animata, 4 episodi (2007)
- Archer - serie animata, 1 episodio (2013)
- 12 oz. Mouse - serie animata, 11 episodi (2020)
- Macbeth with Dinosaurs - serie animata, 1 episodio (2021)

#### Cortometraggi
- Final Deployment 4: Queen Battle Walkthrough, regia di Nick Gibbons e Casper Kelly (2018)